# Усть-Чепецкий могильник
Усть-Чепе́цкий моги́льник — археологический памятник, древнерусский могильник XII-XV веков.
Усть-Чепецкий могильник располагается недалеко от города Кирово-Чепецка Кировской области, в низовьях реки Чепцы, недалеко от её впадения в Вятку. Рядом с могильником располагается Кривоборское городище.
Могильник был раскопан экспедицией Кировского музея во главе с Л. А. Сенниковой в 1993 году. Было исследовано 22 погребения, располагавшихся пятью рядами. Останки помещались в неглубоких (35-40 см) ямах. Ориентировка погребений — головой на запад. В отдельных могилах найдены следы гробовищ, бересты и коры, а также обломки древнерусской керамики, железная скоба и гвоздь. Судя по особенностям посуды, могильник существовал между XII и XV веками. В пользу ранней даты говорят и языческие пережитки: ритуальное битьё посуды, обломки которой попадали в ходе похорон в могилы, а также признаки культа огня в виде угольков в заполнении ям (ещё более выражены подобные пережитки на Еманаевском могильнике). Такие черты погребального обряда, как использование конструкций из бересты и коры, примеси раковин в керамике свидетельствуют об этнически смешанном (русско-пермском) составе умерших. Этому выводу не противоречит и краниологический анализ нескольких черепов.